# Таканояма Сюнтаро
Таканояма Сюнтаро (настоящее имя — Павел Бояр, родился 21 февраля 1983) — бывший профессиональный борец сумо. Происходит из Чехии, уроженец Праги. Первый и на 2014 год единственный чешский профессиональный сумоист. По состоянию на декабрь 2011 года, легчайший сэкитори. В отставке с лета 2014 года.

## Карьера в сумо
На родине первоначально занимался дзюдо, потом заинтересовался сумо. Сумо пользуется большой популярностью в Чехии, больше чем в какой-либо европейской стране. В десяти клубах сумо занимаются около 600 членов. Бояр тренировался под руководством Ярослава Порижа, президента Чешской ассоциации сумо. На юношеском чемпионате мира по сумо 2000 года в Токио Бояр выиграл бронзовую медаль и присоединился к Наруто-бэе, комнате из префектуры Тиба, возглавляемой тогда ныне покойным отставным ёкодзуной Таканосато. Официальный дебют в ноябре 2001 года. Получил сикона «Таканояма», возможный перевод «благородная гора», первый иероглиф может быть переведен и как «постоянный успех», «процветание». Достиг уровня сандаммэ в январе 2003 года, затем макусита в марте 2004 года. Затем, после двух турниров, он опустился с уровня макусита, но вернулся туда в марте 2005 года и пребывал там, с переменным успехом, около 6 лет, будучи не в состоянии достичь уровня сэкитори. Таканояме главным образом мешала его неспособность набрать вес. При росте 1.85 и весе в 90-100 кг он оставался одним из легчайших борцов сумо в современной эре.
В одной хэе с борцом состояли такие сильные сэкитори, как ветеран, экс-сэкиваке Ваканосато и одзэки Кисэносато.
В ноябре 2008 года он поднялся до ранга макусита № 13, преодолев своё предыдущее достижение 2005 года (макусита № 15), в январе 2009 года он поднялся до ранга макусита № 9. На июльском турнире он добился результата 5-2, победив бывшего маэгасиру Рюхо, и достиг ранга макусита № 4 (в сентябре 2009 года). В мае 2010 года Таканояма показал хороший результат в 5-2 находясь в ранге макусита № 6 одержав победы над Дзюмондзи и Хошиямой. В январе 2011 года добился результата в 6-1 и поднялся до ранга макусита № 2, в котором встретил майский «технический квалификационный турнир». Там он показал результат 5-2 и в июле продвинулся в лигу дзюрё. 27 июня был выпущен очередной банзуке, Таканояма был записан как № 5 от запада, это 10-й по высоте ранг дзюрё. С начала профессиональной карьеры он провёл 57 турниров прежде чем пройти в лигу дзюрё, второе по долготе продвижение среди борцов иностранного происхождения после бразильца Вакацума.
Таканояма успешно выступил с дебютом в лиге дзюрё, выиграв семь из первых восьми схваток и закончив турнир с показателем 10-5, благодаря чему незамедлительно продвинулся в высшую лигу макуути (выступил в ней на сентябрьском турнире 2011 года). До этого начиная с 1958 только двум дебютантам из лиги дзюрё удалось так продвинуться за один год (Дайкико и Итихара). Обладая весом в 98 кг он стал первым борцом в высшей лиге с весом ниже 100 кг (после Майноуми в 1997 году).
Таканояма стал сэкитори примерно в то же самое время, когда (ненадолго) поднял вес за 100 кг. Он объяснял свой набор веса тем, что ояката Наруто вместе со своей женой особым образом прикармливали его на ночь. Однако в ноябре 2011 года ассоциация вынесла ему предупреждение за инъекции инсулина, которые он делал себе для набора веса по прямому указанию оякаты Наруто (Takanosato Toshihide).
Таканояма встретил тяжёлый старт в карьере макуути, первые пять матчей проиграл, а затем выиграл шестой, когда его соперник неосторожно заступил за край дохё (isamiashi). На 7-й день он одержал законную[уточнить] победу повергнув зацепом 166-килограммового Йошиацуму (какэ-нагэ) и тотчас став фаворитом зрителей турнира, который закончил с показателем 5-10 и скатился[как?] обратно в лигу дзюрё в ноябре. Но он ответил результатом 9-6 на ноябрьском турнире лиги дзюрё, немедленно вернувшись в лигу макуути перед январским турниром 2012 года. Однако январский и майский турнир он закончил с показателем макэ-коси и майский турнир встретил находясь в лиге дзюрё. Там ему удалось выступить с показателем 11-4 и завоевать второе место в лиге.
По результатам опроса газеты «Никкан Спорт», после майского турнира 2012 года он стоял девятым в списке самых популярных сумотори, опережая по популярности среди японцев таких борцов, как одзэки Баруто, Котоосю и Харумафудзи.
Вышел в отставку на Нагоя басё 2014.

## Стиль борьбы
По меркам профессионального сумо, Таканояма был очень лёгок. Все его соперники были существенно тяжелее его, при собственном весе менее 100 кг ему приходилось бороться с соперниками далеко за 120 кг вплоть до Гагамару, весящего около 200 кг. Поэтому Таканояме приходилось строить борьбу, по большей части, на бросках, действуя весьма технично, однако не избегая и силовой борьбы. Его типичные приёмы кимаритэ — уватэнагэ (бросок из захвата поверх руки соперника), ситатэнагэ (бросок из захвата из-под руки соперника) и какэнагэ (бросок с захватом ноги). Он владел весьма разнообразной техникой, за карьеру он побеждал, как минимум, 37 способами.

## Личная жизнь
Для углубления в японскую культуру он в свободное время смотрел историческое кино и читал мангу. К себе домой в Чехию он съездил только по достижении дзюрё в 2011 году, после 10 лет непрерывного пребывания в Японии.
После сентябрьского турнира 2011 года он объявил о своей женитьбе на 32-летней домработнице из префектуры Тиба. У пары есть дочь, родившаяся в мае того же года.

## Результаты выступлений
| Год в сумо | Январь Хацу басё, Токио   | Март Хару басё, Осака     | Май Нацу басё, Токио     | Июль Нагоя басё, Нагоя            | Сентябрь Аки басё, Токио   | Ноябрь Кюсю басё, Фукуока |
| --- | ------------------------- | ------------------------- | ------------------------ | --------------------------------- | -------------------------- | ------------------------- |
| 2001 | x                         | x                         | x                        | x                                 | x                          | (Маэдзумо)                |
| 2002 | Дзёнокути #29 запада 5–2  | Дзёнидан #92 востока 5–2  | Дзёнидан #47 востока 2–5 | Дзёнидан #75 востока 6–1          | Дзёнидан #6 востока 3–4    | Дзёнидан #19 запада 5–2   |
| 2003 | Сандаммэ #83 запада 3–4   | Дзёнидан #2 востока 5–2   | Сандаммэ #71 востока 4–3 | Сандаммэ #54 востока 3–4          | Сандаммэ #71 востока 6–1   | Сандаммэ #16 востока 1–6  |
| 2004 | Сандаммэ #46 востока 6–1  | Макусита #56 запада 4–3   | Макусита #48 востока 2–5 | Сандаммэ #9 запада 3–4            | Сандаммэ #28 востока 4–3   | Сандаммэ #14 запада 3–4   |
| 2005 | Сандаммэ #28 запада 6–1   | Макусита #47 запада 5–2   | Макусита #35 востока 4–3 | Макусита #25 востока 4–3          | Макусита #17 запада 4–3    | Макусита #15 востока 2–5  |
| 2006 | Макусита #29 запада 3–4   | Макусита #35 востока 4–3  | Макусита #27 запада 2–5  | Макусита #45 востока 5–2          | Макусита #29 запада 3–4    | Макусита #36 запада 4–3   |
| 2007 | Макусита #27 запада 2–5   | Макусита #49 запада 3–4   | Сандаммэ #3 востока 6–1  | Макусита #30 запада 2–5           | Макусита #46 востока 0–2–5 | Сандаммэ #22 востока 4–3  |
| 2008 | Сандаммэ #8 запада 5–2    | Макусита #48 запада 3–4   | Сандаммэ #1 востока 5–2  | Макусита #41 востока 5–2          | Макусита #28 запада 5–2    | Макусита #13 запада 4–3   |
| 2009 | Макусита #9 запада 3–4    | Макусита #13 запада 3–4   | Макусита #20 востока 5–2 | Макусита #11 запада 5–2           | Макусита #4 запада 3–4     | Макусита #10 востока 4–3  |
| 2010 | Макусита #6 запада 3–4    | Макусита #10 востока 4–3  | Макусита #6 востока 5–2  | Макусита #3 востока 1–6           | Макусита #20 востока 4–3   | Макусита #14 запада 4–3   |
| 2011 | Макусита #10 запада 6–1   | Отмена басё 0–0–15        | Макусита #2 востока 5–2  | Дзюрё #5 запада 10–5              | Маэгасира #15 запада 5–10  | Дзюрё #3 запада 9–6       |
| 2012 | Маэгасира #14 востока 6–9 | Маэгасира #16 запада 4–11 | Дзюрё #4 востока 11–4    | Маэгасира #12 запада 5–10         | Маэгасира #16 востока 6–9  | Дзюрё #4 востока 7–8      |
| 2013 | Дзюрё #5 востока 6–9      | Дзюрё #8 запада 6–9       | Дзюрё #10 запада 7–8     | Дзюрё #11 запада 7–8              | Дзюрё #12 запада 5–10      | Макусита #2 запада 4–3    |
| 2014 | Дзюрё #12 запада 4–11     | Макусита #3 востока 4–3   | Дзюрё #14 запада 4–11    | Макусита #6 запада Отставка 0–2–4 |                            |                           |
| Результат приведен как победил-проиграл-снялся Победа Малый кубок Отставка Не выступал в макуути Специальные призы: Д=За боевой дух (Канто-сё); В=За выдающееся выступление (Сюкун-сё); Т=За техническое совершество (Гино-сё) Ещё показаны: ★=Кимбоси; P=Участие в дополнительном финале Лиги: Макуути — Дзюрё — Макусита — Сандаммэ — Дзёнидан — Дзёнокути Ранги макуути: Ёкодзуна — Одзэки — Сэкивакэ — Комусуби — Маэгасира |                           |                           |                          |                                   |                            |                           |